# Where to begin
『Where to begin』（フェア・トゥ・ビギン）は、2006年1月18日に発売されたTRFの26枚目のシングル。

## 解説
TRF活動再開シングル。前作「HE LIVES IN YOU」から6年5ヶ月振りのシングル。"昔ながらの歌って踊って盛り上がるTRF”をコンセプトにした曲となっている。初回限定盤のCD+DVD付属CDは「DANCE LOOP」が3トラック追加収録、DVDにはPV・ダンス講座・撮影風景を盛り込んだオフショット収録。単体CDは「DANCE LOOP」は未収録。

## 収録曲

### CD
1. Where to begin (4:32)
作詞：川原京、作曲：原一博、編曲：原一博、泉谷 隆洋[1]
日本テレビ系「音楽戦士 MUSIC FIGHTER」1月度エンディングテーマ。music.jp CMソング。2013年BACK-ONがカバー。
2. TRUTH '94 -meets Tomiko Van- (6:02)
作詞・作曲：小室哲哉／編曲：Sin
3. Where to begin (Back Track) (4:34)

？ ＜Special Tracks for Work Shop＞
※CD+DVD盤のみ
1. DANCE LOOP #1 (0:55)
2. DANCE LOOP #2 (0:43)
3. DANCE LOOP #3 (0:43)

### DVD
1. Where to begin -Music Clip-
2. Special Work Shop in DVD Vol.1 (4ch Multi Angle)

## 収録アルバム
Where to begin
- 『Lif-e-Motions』
- 『TRF 15th Anniversary BEST -MEMORIES-』
- 『TRF 20TH Anniversary COMPLETE SINGLE BEST』

TRUTH '94 -meets Tomiko Van-
- 『Lif-e-Motions』(Disc 2)
- 『TRF TRIBUTE ALBUM BEST』

DANCE LOOP #1〜3
- 『Lif-e-Motions』(2CD+DVD盤のみ)